# Système d'information marketing
Un système d'information marketing ou système d'information mercatique (SIM) peut être défini comme « un système dans lequel l'information de marketing est formellement recueillie, stockée, analysée et distribuée aux gestionnaires en fonction de leurs besoins d'information sur une base régulière » ou encore comme l'ensemble des « personnes, équipement et (...) procédures pour rassembler, trier, analyser, évaluer et distribuer l'information précise et opportune aux décideurs marketing ». 
Le système d'information marketing est un système, généralement informatisé, destiné à être utilisé par le personnel de marketing notamment à tous les niveaux fonctionnels dans le but de résoudre les problèmes de commercialisation. Il aide l'entreprise à résoudre les problèmes relatifs à la commercialisation des produits du cabinet (biens et services). 
Le système est créé par une compréhension des besoins d'information de gestion du marketing. Le marketing (parfois traduit « mercatique » en français) est une discipline du management qui cherche à déterminer les offres de biens, de services ou d'idées en fonction des attitudes et de la motivation des consommateurs, du public ou de la société en général.
Un SIM est disponible pour fournir des informations quand, où et comment le gestionnaire l'exige. Les données sont tirées de l'environnement marketing et transférées dans le SIM que les responsables du marketing peuvent utiliser dans leurs processus décisionnels. 

## Composition d'un SIM
Un SIM se compose des personnes, de l'équipement et des procédures nécessaires pour rassembler, trier, analyser, évaluer et distribuer les informations nécessaires aux décideurs marketing. Le SIG commence et finit avec les responsables du marketing. D'abord, il interagit avec ces gestionnaires d'évaluer leurs besoins en information. Ensuite, il développe les informations nécessaires à partir des dossiers internes de la maison close, les activités de renseignement de marketing et le processus de recherche marketing. Enfin, le SIG distribue l'information aux gestionnaires sous la bonne forme au bon moment pour les aider dans la planification du marketing, la mise en œuvre et de contrôle.

## Fonctions d'un système d'information en marketing

### Publicité et promotion
Les directeurs du marketing ont besoin d'information pour atteindre leurs objectifs de vente tout en maintenant les frais de publicité et de promotion au minimum. L'ordinateur peut utiliser les données provenant des études de marché et des modèles de promotion pour aider dans le choix des médias et des méthodes de promotion, dans l'attribution des ressources financières et enfin pour vérifier les résultats des diverses campagnes publicitaires et promotionnelles.
Ainsi, un analyste de marché peut utiliser un modèle développé sur une feuille de calcul électronique pour disséquer les données de vente qui traduisent la réaction de la clientèle à une annonce placée dans divers médias.

### Prévision des ventes
On peut regrouper les activités essentielles des prévisions de ventes en deux catégories : Les prévisions à court terme (moins d'un an) et les prévisions à long terme (plus d'un an). Les directeurs du marketing ont recours aux données des études de marché, aux données historiques sur les ventes et les projets de promotions ainsi qu'aux modèles statistiques pour faire des prévisions de ventes à long terme.

### Gestion des produits
Les chefs de produit ont besoin d'information pour planifier et surveiller la rentabilité de certains produits, de lignes de produits et de marques. L'information fournit des données relatives aux prix, aux revenus et à la croissance des ventes des produits actuels et des prévisions sur ceux qui sont en cours de développement. Les informations et l'analyse sont capitales lorsqu'il s'agit de fixer le prix des produits. On a aussi besoin d'information sur les ressources qu'exigeront les produits en voie de développement en matière de fabrication et de distribution. Par ailleurs, on peut se servir des modèles informatisés pour évaluer la rentabilité des produits existants et les possibilités de réussite de nouveaux produits.

### Études de marché
Les systèmes d'information d’étude de marché fournissent de l'information sur le marketing pour aider les chefs d'entreprise à prendre de meilleures décisions. Ces systèmes leur permettent d'avoir l'information nécessaire pour la planification et le contrôle des projets d’étude de marché de l'entreprise. Les ordinateurs, qui sont un des systèmes les plus utilisés, aident les gestionnaires à ramasser, à analyser et à mettre à jour une énorme quantité de données portant sur les tendances d'un marché cible qui est constamment en train d'évoluer. Ces données se rapportent aux clients, aux perspectives, aux consommateurs, aux concurrents et aux tendances économiques du marché. Ces systèmes, notamment l'ordinateur, peuvent aussi collecter des informations grâce à des techniques de télémarketing. Enfin, il existe des logiciels comme les progiciels d'analyse statistique qui aident les chefs d'entreprise à étudier les données provenant de ces études de marché et de savoir les tendances populaires.

### Gestion du marketing
Les directeurs du marketing ont recours à des systèmes d'information informatisés pour élaborer des plans à court et à long terme qui donnent un aperçu des ventes par produit, des profits et des objectifs de croissance. Ces systèmes d'information facilitent l'analyse et le contrôle du rendement par rapport aux objectifs de chaque secteur de la fonction de marketing. On emploie aussi des modèles de marketing informatisés d'aide à la décision et des systèmes experts pour examiner les résultats de divers plans de marketing. Un plan marketing est un plan recensant concrètement des actions opérationnelles prévues pour une période donnée.